# Tống Hoàn công (Chiến Quốc)
Tống Hoàn hầu (chữ Hán: 宋桓侯; trị vì: 362 TCN-350 TCN hay 377 TCN-375 TCN), hay Tống Hoàn công (宋桓公), tên thật là Tử Tích Binh (子闢兵) hay Tử Tích (子闢), là vị vua thứ 32 hay 33 của nước Tống – chư hầu nhà Chu trong lịch sử Trung Quốc.
Ông là con trai của Tống Hưu công, vị vua thứ 31 hay 32 của nước Tống. Năm 362 TCN (hay 378 TCN), Tống Hưu công qua đời, Tích Binh lên làm vua, tức Tống Hoàn công.
Theo Sử kí-Tống Vi tử thế gia, Tống Hoàn hầu ở ngôi 3 năm thì mất, con là Dịch Thành quân lên nối ngôi. Theo Trúc thư kỉ niên, Dịch Thành là hậu duệ Tống Đái công, giết con Hoàn hầu để cướp ngôi.